# بيتر ويستبرغ
بيتر ويستبرغ هو لاعب كرة قدم سويدي في مركز الوسط، ولد في 22 سبتمبر 1995 في فيسبي في السويد. لعب مع نادي كالمار.

## وصلات خارجية
- بيتر ويستبرغ على موقع اتحاد السويد (السويدية)
- بيتر ويستبرغ على موقع قاعدة بيانات كرة القدم.إي يو (الإنجليزية)